# الرابطة البرلمانية 2004–05
الرابطة البرلمانية 2004–05 (بالإنجليزية: 2004–05 Isthmian League)‏ هو موسم من دوري إسثميان، وهو دوري للأندية شبه المحترفة في إنجلترا، كان عدد الأندية المشاركة فيه 60، وفاز فيه نادي ييدينغ ‏.